# Cacostatia assuta
Cacostatia assuta là một loài bướm đêm thuộc phân họ Arctiinae, họ Erebidae.